# Пічаг
Пічаг (перс. پيچاه) — село в Ірані, у дегестані Джірганде-Лашт-е-Неша, у бахші Лашт-е-Неша, шагрестані Решт остану Ґілян. За даними перепису 2006 року, його населення становило 196 осіб, що проживали у складі 54 сімей.

## Клімат
Середня річна температура становить 14,44°C, середня максимальна – 28,34°C, а середня мінімальна – -0,53°C. Середня річна кількість опадів – 1200 мм.
| Клімат поселення                              | Клімат поселення | Клімат поселення | Клімат поселення | Клімат поселення | Клімат поселення | Клімат поселення | Клімат поселення | Клімат поселення | Клімат поселення | Клімат поселення | Клімат поселення | Клімат поселення | Клімат поселення |
| Показник                                      | Січ.             | Лют.             | Бер.             | Квіт.            | Трав.            | Черв.            | Лип.             | Серп.            | Вер.             | Жовт.            | Лист.            | Груд.            |                  |
| Середній максимум, °C                         | 8,48             | 9,08             | 11,81            | 17,58            | 21,83            | 25,65            | 28,34            | 28,17            | 25,02            | 20,99            | 16,36            | 12,05            |                  |
| Середня температура, °C                       | 3,97             | 4,58             | 7,30             | 13,07            | 17,31            | 21,13            | 24,16            | 24,00            | 20,86            | 16,80            | 12,19            | 7,88             |                  |
| Середній мінімум, °C                          | −0,53            | 0,07             | 2,79             | 8,56             | 12,81            | 16,63            | 19,98            | 19,83            | 16,68            | 12,60            | 8,01             | 3,70             |                  |
| Норма опадів, мм                              | 116              | 95               | 87               | 47               | 47               | 33               | 32               | 63               | 139              | 217              | 181              | 143              |                  |
| Середньомісячна швидкість вітру, м/с          | 2.40             | 2.50             | 2.42             | 2.40             | 2.35             | 2.54             | 2.64             | 2.35             | 2.10             | 2.20             | 2.00             | 2.10             |                  |
| Середньомісячна сонячна радіація, кДж/м²·день | 6887             | 8972             | 10911            | 15459            | 19637            | 21704            | 22451            | 19007            | 15351            | 10659            | 8541             | 6556             |                  |
| --------------------------------------------- | ---------------- | ---------------- | ---------------- | ---------------- | ---------------- | ---------------- | ---------------- | ---------------- | ---------------- | ---------------- | ---------------- | ---------------- | ---------------- |
| Джерело:                                      |                  |                  |                  |                  |                  |                  |                  |                  |                  |                  |                  |                  |                  |